# جون غالين هوارد
جون غالين هوارد (بالإنجليزية: John Galen Howard) هو مهندس معماري أمريكي، ولد في 8 مايو 1864 في تشيلمسفورد في الولايات المتحدة، وتوفي في 18 يوليو 1931 في سان فرانسيسكو في الولايات المتحدة.